# سامد اونور
سامد اونور (انگلیسی: Samed Onur؛ زادهٔ ۱۵ ژوئیهٔ ۲۰۰۲) بازیکن فوتبال است.
وی همچنین در تیم ملی فوتبال Turkey U17 بازی کرده‌است.